# Katalog der in Kultur stehenden Arten
Katalog der in Kultur stehenden Arten (abreviado Kat. Kult. Stehend. Art. 2 ed.) fue una revista ilustrada con descripciones botánicas que fue editada en Zúrich en el año 1967 con el nombre de Städtische Sukkulentensammlung Zürich, Katalog der in Kultur Stehenden Arten, ed. 2.